# Ignazio Montemagno
Ignazio Giuseppe Nicola Epifanio Montemagno (Caltagirone, 5 januari 1768 – Contessa Entellina, 21 augustus 1839) was een minoriet en prelaat in het koninkrijk der Beide Siciliën.

## Levensloop
Montemagno trad toe tot de orde der minorieten op Sicilië. In 1790 ontving hij de priesterwijding.
Paus Gregorius XVI benoemde hem in 1837 tot bisschop van Agrigento, destijds ook Girgenti genoemd. In de benoemingsbul bepaalde de paus dat Montemagno een bisdom Caltanissetta moest oprichten met grondgebied van het bisdom Agrigento. Zover kwam het niet. Montemagno stierf onverwacht tijdens een pastoraal bezoek aan Contessa Entellina.
De bisschopszetel bleef vijf jaar onbezet. In 1844 werden er twee bisschoppen benoemd: een voor Agrigento en voor het nieuwe bisdom Caltanissetta.